# 106 v.Chr.
106 v.Chr. is een jaartal volgens de christelijke jaartelling.

## Gebeurtenissen

### Numidië
- Gaius Marius verslaat bij Cirta de Numidiërs, Jugurtha vlucht naar Mauretania en sluit een coalitie met zijn schoonvader Bocchus I.

## Geboren
- 3 januari - Marcus Tullius Cicero (~106 v.Chr. - ~43 v.Chr.), Romeins redenaar en staatsman
- Gaius Antonius Hybrida (~106 v.Chr. - ~42 v.Chr.), Romeins consul en staatsman
- 29 september - Gnaeus Pompeius Magnus (~106 v.Chr. - ~48 v.Chr.), Romeins veldheer en staatsman
- Servius Sulpicius Rufus (~106 v.Chr. - ~43 v.Chr.), Romeins consul en staatsman